# George Eden
George Eden, 1. hrabia Auckland GCB (ur. 25 sierpnia 1784 w Beckenham w Kencie, zm. 1 stycznia 1849 w The Grange w Hampshire) – brytyjski polityk, gubernator generalny Indii, związany ze stronnictwem wigów, minister w rządach lorda Greya, lorda Melbourne'a i lorda Johna Russella.

## Życiorys
Był synem Williama Edena, 1. barona Auckland. Wykształcenie odebrał w Christ Church na Uniwersytecie Oksfordzkim. W 1809 r. rozpoczął praktykę adwokacką. W latach 1811–1812 i 1813–1814 zasiadał w Izbie Gmin jako reprezentant okręgu Woodstock. Po śmierci ojca w 1814 r. odziedziczył tytuł 2. barona Auckland i zasiadł w Izbie Lordów.
W 1830 r. został przewodniczącym Zarządu Handlu i zarządcą mennicy w gabinecie Greya. W 1834 r. został na krótko pierwszym lordem Admiralicji. Ponownie sprawował to stanowisko przez kilka miesięcy 1835 r. Następnie otrzymał nominację na gubernatora generalnego Indii.
Stanowisko to objął w 1836 r. Za jego kadencji dokonano reformy szkolnictwa dla miejscowych oraz rozbudowano przemysł. W 1838 r. Auckland doprowadził do interwencji brytyjskiej w Afganistanie i wybuchu I wojny brytyjsko-afgańskiej. Po początkowych sukcesach otrzymał tytuł 1. hrabiego Auckland. Jego kadencja dobiegła końca w 1842 r. Niewiele wcześniej doszło do masakry brytyjskiej Armii Indusu podczas jej odwrotu z Kabulu. Przed wyjazdem Auckland zdążył jeszcze mianować generała George’a Pollocka dowódcą karnej ekspedycji.
Po przekazaniu urzędu lordowi Ellenborough, Auckland powrócił do Wielkiej Brytanii. W 1846 r. po raz trzeci został pierwszym lordem Admiralicji. Sprawował to stanowisko aż do swojej śmierci w 1849 r. Nigdy się nie ożenił i nie pozostawił potomstwa. Wraz z jego śmiercią wygasł tytuł hrabiego. Tytuł barona odziedziczył jego młodszy brat, Robert.
Na jego cześć nazwano miasto Auckland w Nowej Zelandii i Eden w Nowej Południowej Walii.